# Østjyske Motorvej
Østjyske Motorvej er en motorvej mellem Taulov og Søften.
Projekteringsloven for motorvejen blev vedtaget i 1965, efter der havde været tanker om at lade motorvejen gå vest om Vejle. Den nuværende linjeføring blev valgt af hensyn til de landskabelige værdier i Vejle Ådal.
Der kører cirka 65.000 biler i døgnet på E45 ved Aarhus, et tal der er stærkt stigende.
I november 2003 blev et flertal i Folketinget enige om en trafikpakke, der indebar, at der skulle iværksættes udarbejdelse af beslutningsgrundlag for udbygning af motorvejen ved Vejle Fjord fra 4 til 6 spor. I juli 2009 lå grundlaget for en anlægslov færdig, og efter en vedtagelse af denne vil udvidelsen kunne stå færdig i løbet af ca. 5 år, hvor de sidste 3 år er anlægsarbejde. Strækningen over Vejlefjordbroen mellem frakørsel 60 og 61 bliver midlertidigt udvidet til 6 spor, indtil en endelig udvidelse af hele strækningen er gennemført. Denne midlertidige løsning er mulig, fordi Vejlefjordbroen har en bredde, som gør det muligt at etablere et ekstra kørespor og et smalt nødspor i hver retning.
Motorvejen mellem Herning og Vejle blev sammenflettet med motorvejen E45 i 2013.

## Etaper
| Motorvejsetaper       | Motorvejsetaper           | Motorvejsetaper | Motorvejsetaper            | Motorvejsetaper | Motorvejsetaper | Motorvejsetaper | Motorvejsetaper |
| Fra                   | Frakørsel                 | Til             | Frakørsel                  | Vejbaner        | Kilometer       | Åbningsår       | Bemærkninger |
| --------------------- | ------------------------- | --------------- | -------------------------- | --------------- | --------------- | --------------- | --- |
| Den nye Lillebæltsbro | 59                        | Børup           | motorvejskryds Taulov      | 6               | 4,9             | 1970            | |
| Børup                 | motorvejskryds Taulov     | Herslev         | motorvejskryds Skærup      | 4               | 26,1            | 1994            | |
| Herslev               | motorvejskryds Skærup     | Vejlefjordbroen |                            | 6               |                 | 1980            | Udvidelse fra 4 til 6 spor indgår i trafikaftalen af 2. december 2009. |
| Vejlefjordbroen       |                           | Vejlefjordbroen |                            | 6               |                 | 1980            | Forberedt til 6 spor, da samme bredde som den nye Lillebæltsbro, og bæreevne er samtidig tilstrækkelig. Permanent udvidelse til 6 spor indgår i trafikaftalen af 2. december 2009. |
| Vejlefjordbroen       |                           | Vejle N         | 60                         | 6               |                 | 1980            | Udvidelse fra 4 til 6 spor indgår i trafikaftalen af 2. december 2009. |
| Vejle N               | 60                        | Hornstrup       | 59                         | 6               |                 | 1990            | |
| Hornstrup             | 59                        | Egebjerg        | 55                         | 4*              |                 | 1990            | Blev bygget i hastværk inden åbningen af Storebæltsbroen |
| Egebjerg              | 55                        | Vrold S         |                            | 4*              |                 | 1982            | Motorvej fortsatte over i rute 170 |
| Vrold S               |                           | Hørning         | Motorvejskryds Aarhus Syd  | 6               |                 | 1977            | Startede først med at blive bygget som motortrafikvej men blev færdigbygget som rigtig motorvej                                                                                    |
| Hørning               | Motorvejskryds Aarhus Syd | Aarhus N        | Motorvejskryds Aarhus Nord | 4*              |                 | 1994            | Blev bygget i hastværk inden åbningen af Storebæltsbroen |

* 6 vejbaner fra 2027

## Fodnoter
1. ↑  Vejdirektoratet, 2009, Rappport 324 – Udbygning af E45 Østjyske Motorvej mellem Skørup og Vejle Nord, VVM-redegørelse, Sammenfattende rapport Arkiveret 20. februar 2021 hos  Wayback Machine, s. 27
2. ↑  "Fakta om Silkeborgmotorvejen". Arkiveret fra originalen 13. januar 2017. Hentet 27. august 2016.
3. ↑  Motorvejen mellem Skanderborg og Aarhus skal udvides – Ekstra Bladet
4. ↑  Finansministeriet, 5. november 2003 – Aftale mellem regeringen (Venstre og Det Konservative Folkeparti), Det Radikale Venstre, Kristendemokraterne om Trafik Arkiveret 1. februar 2014 hos  Wayback Machine, s. 5
5. ↑  Vejdirektoratet, 2009, Rappport 324 – Udbygning af E45 Østjyske Motorvej mellem Skørup og Vejle Nord, VVM-redegørelse, Sammenfattende rapport Arkiveret 20. februar 2021 hos  Wayback Machine, s. 7
6. ↑  http://www.vejdirektoratet.dk, 28. juli 2009 – Midlertidig udvidelse af kapaciteten ved Vejlefjordbroen Arkiveret 15. marts 2021 hos  Wayback Machine
7. 1 2 3  Aftaler om veje mv. Arkiveret 17. december 2009 hos  Wayback Machine, trm.dk
8. ↑  Vejdirektoratet, 2009, Rappport 324 - Udbygning af E45 Østjyske Motorvej mellem Skørup og Vejle Nord, VVM-redegørelse, Sammenfattende rapport Arkiveret 20. februar 2021 hos  Wayback Machine, s. 33
9. ↑  Vejdirektoratet, Igangværende større vejprojekter https://api.vejdirektoratet.dk/sites/default/files/2024-12/kort-66-igangv%C3%A6rende-st%C3%B8rre-vejprojekter_1.png (Webside+ikke+længere+tilgængelig) Hentet 12. april 2025.